# 굿펠로우투코투코
굿펠로우투코투코(Ctenomys goodfellowi)는 투코투코과에 속하는 설치류의 일종이다. 볼리비아의 토착종으로 세하두 지역과 경계를 이루는 치키타노 건조림 생태구에서 발견된다. 핵형은 2n=46, FN=68이다. 브라질 남부의 히우그란지두술주의 해안가 모래 언덕에서 발견된다. 모래 언덕의 소실과 도시화 때문에 서식지 감소로 위협을 받고 있다. 학명과 일반명은 영국 수집가 굿펠로우(Walter Goodfellow)의 이름에서 유래했다.